# Мамацашвили, Саба
Са́ба Мамацашви́ли (груз. საბა მამაცაშვილი; род. 23 августа 2002, Тбилиси) — грузинский футболист, защитник шведского «Сириуса».

## Клубная карьера
Футболом начал заниматься в клубе «Норчи Динамоэли», затем выступал за тбилисский «Локомотив». В 9-летнем возрасте попал в академию «Сабуртало». С 2021 года начал выступать за вторую команду клуба, а также привлекаться к тренировкам с основой. 29 сентября дебютировал в чемпионате Грузии в матче с «Самтредиа», появившись на поле в конце второго тайма. В кубке страны вместе с клубом дошёл до финала. В решающей игре с «Самгурали» Мамацашвили участия не принимал, оставшись в запасе, а его команда выиграла со счётом 1:0.
Во второй половине 2023 года на правах аренды выступал за тбилисский клуб «Гагра». В его составе первую игру провёл 5 августа против «Самгурали». В общей сложности за время аренды принял участив в 16 матчах во всех турнирах и забил один мяч. После окончания аренды вернулся в «Сабуртало», который в начале следующего года сменил название на «Иберия 1999». 25 июля дебютировал за клуб в еврокубках, появившись на поле во втором тайме матча второго квалификационного раунда Лиги конференций с албанским «Партизани».
В августе 2024 года договорился о переходе в шведский «Сириус». 13 августа было официально объявлено о подписании контракта на пять лет.

## Достижения
Сабуртало
- Обладатель Кубка Грузии: 2021

## Клубная статистика
| Выступление      | Выступление      | Выступление      | Лига | Лига | Кубки | Кубки | Конт. кубки | Конт. кубки | Разное | Разное | Итого | Итого |
| Клуб             | Лига             | Сезон            | Игры | Голы | Игры  | Голы  | Игры        | Голы        | Игры   | Голы   | Игры  | Голы  |
| ---------------- | ---------------- | ---------------- | ---- | ---- | ----- | ----- | ----------- | ----------- | ------ | ------ | ----- | ----- |
| Иберия 1999      | Эровнули         | 2021             | 7    | 0    | 1     | 0     | 0           | 0           | 0      | 0      | 8     | 0     |
| Иберия 1999      | Эровнули         | 2022             | 15   | 1    | 3     | 0     | 0           | 0           | 0      | 0      | 18    | 1     |
| Иберия 1999      | Эровнули         | 2023             | 2    | 0    | 0     | 0     | 0           | 0           | 0      | 0      | 2     | 0     |
| Иберия 1999      | Эровнули         | 2024             | 18   | 3    | 1     | 0     | 3           | 0           | 2      | 0      | 24    | 3     |
| Иберия 1999      | Итого            | Итого            | 42   | 4    | 5     | 1     | 3           | 0           | 2      | 1      | 52    | 6     |
| → Гагра          | Эровнули         | 2023             | 15   | 4    | 1     | 0     | 0           | 0           | 0      | 0      | 16    | 4     |
| → Гагра          | Итого            | Итого            | 15   | 4    | 1     | 0     | 0           | 0           | 0      | 0      | 16    | 4     |
| Всего за карьеру | Всего за карьеру | Всего за карьеру | 57   | 8    | 6     | 1     | 3           | 0           | 2      | 1      | 68    | 10    |